# Forbes 400
A Forbes 400 ou 400 Americanos Mais Ricos é, desde 1982, uma lista publicada pela revista Forbes das 400 pessoas mais ricas dos Estados Unidos da América, ordenada por activo bruto. É publicada anualmente em Setembro. Em 2007, a soma total das fortunas listadas era de 1,54 trilhão de dólares, e todos os membros eram bilionários, o último dos quais detinha património no valor total de 1,3 bilhão de dólares. 